# (100902) 1998 KS8
(100902) 1998 KS8 es un asteroide perteneciente al cinturón de asteroides, región del sistema solar que se encuentra entre las órbitas de Marte y Júpiter, descubierto el 23 de mayo de 1998 por el equipo del Lowell Observatory Near-Earth-Object Search desde la Estación Anderson Mesa (condado de Coconino, cerca de Flagstaff, Arizona, Estados Unidos).

## Designación y nombre
Designado provisionalmente como 1998 KS8. 

## Características orbitales
1998 KS8 está situado a una distancia media del Sol de 2,199 ua, pudiendo alejarse hasta 2,483 ua y acercarse hasta 1,915 ua. Su excentricidad es 0,129 y la inclinación orbital 6,778 grados. Emplea 1191,33 días en completar una órbita alrededor del Sol.

## Características físicas
La magnitud absoluta de 1998 KS8 es 15,8. 